# Восход (ракета-носитель)
«Восхо́д» — трёхступенчатая ракета-носитель из семейства Р-7.
При модификации разведывательного спутника «Зенит-2» под фотокамеру с утроенным (3 м против 1 м) фокусным расстоянием для более детальной съёмки масса возросла с 4,7 до 6,3 тонн, что исключало выведение на орбиту ракетой-носителем «Восток», поэтому за основу была взята ракета-носитель «Молния» без четвёртой ступени.
В качестве первой и второй ступеней использовалась штатная ракета-носитель «Р-7А» (без ГЧ и системы РУП). Третьей ступенью вместо блока «Е» являлся созданный для «Молнии» значительно более мощный блок «И». Блок «И» разработан на основе конструкции второй ступени межконтинентальной баллистической ракеты 8К75 «Р-9». 
Ракета была впервые запущена 16 ноября 1963 года и получила индекс 11А57. Ракета эксплуатировалась до 1976 года, всего было запущено 300 ракет этой серии.
С помощью этой ракеты на орбиту выводились многоместные космические корабли «Восход». Наиболее широко эта ракета-носитель использовалась для запуска спутника-разведчика «Зенит-4», созданного на базе космического корабля «Восток».